# 池田長十郎
池田長十郎（いけだ ちょうじゅうろう、1891年(明治24年)10月11日 - 1943年(昭和18年)1月27日）は、ホーリネス教会の牧師、殉教者の1人である。

## 生涯

### 幼少期
1891年(明治24年)に静岡県静岡市に生まれる、尋常小学校3年生頃中退して、奉公に出る。その後、静岡県庁の給仕をする。その時に日本基督教団静岡教会10代目牧師の村岡菊三郎に出会い世話になる。このことがきっかけになり1907年(明治40年)に洗礼を受ける。

### 教役者時代
1907年、献身し、牧師になる勉強をするために、聖書学院に入学する。1909年(明治42年)、19歳の時に、名古屋に任命され、東洋宣教会福音伝道館の教役者になる。
以後、淀橋教会、鳥取教会、秋田県小坂の福音伝道館を経て、北海道の北見と札幌を牧会し、宇都宮、秩父に移る。さらに、台湾部長として台北に赴任する。

### 殉教
名古屋教会で牧会をしている1942年2月23日、ホーリネスの教役者は治安維持法違反により一斉検挙される。8月に保釈される。しかし、その半年後脳溢血のために死亡する。池田は弾圧が原因で病になり、亡くなったので殉教者とされている。